# 善竹富太郎
善竹 富太郎 (ぜんちく とみたろう、1979年8月10日 - 2020年4月30日、本名：茂山富太郎）は、狂言方大蔵流能楽師。
桐朋学園短期大学演劇科、昭和音楽大学短期大学部ミュージカル学科で講師を務め、YouTubeでの発信や、オペラとの融合などにより能楽の普及に努めた。

## 経歴
5歳で「靱猿」の子猿役で初舞台を迎える。
2002年、学習院大学文学部心理学科を卒業。
2020年4月30日午後7時54分、新型コロナウイルスに伴う敗血症により東京都渋谷区内の病院で死去。40歳没。喪主は父の善竹十郎が務めた。4月7日までツイートを更新しており、3月30日には同じく新型コロナウイルスで亡くなった志村けんを悼む投稿をしていた。志半ばでの早世であったがその遺志を継いだ弟・大二郎が活動の大半を受け継いでいる。